# Ефаново (Владимирская область)
Ефаново — деревня в Киржачском районе Владимирской области России, входит в состав Кипревского сельского поселения. 

## География
Деревня расположена на берегу речки Вахчилка в 15 км на юго-запад от центра поселения деревни Кипрево и в 4 км на восток от райцентра города Киржач.

## История
Деревня впервые упоминается в сотной выписи 1562 года, в ней значилось 5 дворов крестьянских.
В XIX — начале XX века деревня входила в состав Лукьянцевской волости Покровского уезда, с 1926 года — в составе Киржачской волости Александровского уезда. В 1859 году в деревне числилось 23 двора, в 1905 году — 52 двора (1 мельница), в 1926 году — 57 дворов.
С 1929 года деревня входила в состав Корытовского сельсовета Киржачского района, с 1959 года — в составе Лукьянцевского сельсовета, с 1971 года — в составе Кипревского сельсовета, с 2005 года — в составе Кипревского сельского поселения.

## Население
| 1859 | 1905 | 1926 | 2002 | 2010 | 2021 |
| ---- | ---- | ---- | ---- | ---- | ---- |
| 147  | ↗329 | ↘302 | ↘50  | ↘29  | ↗40  |